# Comuna de Dobrodzień
Dobrodzień (polaco: Gmina Dobrodzień) é uma gminy (comuna) na Polónia, na voivodia de Opole e no condado de Oleski. A sede do condado é a cidade de Dobrodzień.
De acordo com os censos de 2006, a comuna tem 10 651 habitantes, com uma densidade 65,4 hab/km².

## Área
Estende-se por uma área de 162,84 km², incluindo:
- área agricola: 45%
- área florestal: 47%

## Demografia
Dados de 30 de Junho de 2006:
|                      | Total   | Total | Mulheres | Mulheres | Homens  | Homens |
| -------------------- | ------- | ----- | -------- | -------- | ------- | ------ |
|                      | pessoas | %     | pessoas  | %        | pessoas | %      |
| População            | 10 651  | 100   | 5466     | 51,3     | 5185    | 48,7   |
| Densidade (pop./km²) | 65,4    | 100   | 33,6     | 33,6     | 31,8    | 31,8   |

De acordo com dados de 2002, o rendimento médio per capita ascendia a 1166,31 zł.

## Subdivisões
- Błachów, Bzinica Nowa, Bzinica Stara-Bąki, Główczyce-Zwóz, Gosławice, Klekotna, Kocury-Malichów, Kolejka, Ligota Dobrodzieńska, Makowczyce, Myślina-Turza, Pietraszów, Pludry, Rzędowice, Szemrowice, Warłów.

## Comunas vizinhas
- Ciasna, Kolonowskie, Olesno, Ozimek, Pawonków, Zawadzkie, Zębowice